# Robert Schwenke
Robert Schwenke (* 1873; † 1944) war ein deutscher Konstrukteur und Automobilpionier.

## Beschäftigung
Nach seinem Studium fand er 1895–1905 eine Beschäftigung als Ingenieur bei der Vulkan Automobilgesellschaft, wo er kleine Elektrofahrzeuge konstruierte. Anschließend wechselte er zu den Watt Akkumulatoren Werken in Berlin. Dort zeichnete er für die Konstruktion von Omnibussen mit Allradantrieb für die Berliner Verkehrsbetriebe verantwortlich.

## Frontantriebswagen
1905 konstruierte er einen offenen Kleinwagen mit Frontantrieb, die erste Konstruktion dieser Art in Deutschland. Der Wagen war mit einem luftgekühlten V4-Motor ausgestattet und besaß eine Vorderachse in De-Dion-Bauart. Der Wagen wurde auf der Automobilausstellung 1905 in Berlin ausgestellt und verschwand dann zunächst in der Versenkung, tauchte aber 1936 wieder auf und wird seither im Deutschen Museum in München (heute: Verkehrszentrum) ausgestellt. Erstmals wurde hier ein Bipodegelenk industriell verwendet.
Auf seiner Erfindung basierten u. a. die Frontantriebswagen der Marke DKW.

## Weitere Arbeiten
Schwenke konstruierte auch ein Motorrad mit Kardanantrieb und LKWs mit Allradantrieb.